# József Fitos
József Fitos (Nova, 4 novembre 1959 – 23 dicembre 2022) è stato un calciatore e allenatore di calcio ungherese, di ruolo ala o centrocampista.

## Biografia
Fitos esordì nel 1971 militando nella Lenti. Nel 1978 si trasferì alla Zalaegerszegi TE. Dal 1980 al 1985 giocò per Szombathelyi Haladás. Si trasferì poi alla Budepest Honvéd, la squadra di successo degli anni '80, con cui vinse tre titoli di campionato. Nel 1989 firmò per il Panathinaikos e poi per il Panionios. Nel 1990 ritornò in Ungheria e giocò nella Újpest. Concluse la sua carriera di calciatore nell'Hargita FC.
Tra il 1985 e il 1989 Fitos giocò 12 volte nella nazionale ungherese.
Dal 2002 Fitos fu allenatore delle squadre di calcio ungheresi Budapest Honvéd, FC Ózdi, LSE Széfi-Fi, ASR Gázgyár, Leányfalu SE.
Il 17 febbraio 2017, il tribunale distrettuale di Budapest lo condannò a un anno e sei mesi di reclusione per due reati di frode.